# 55-й меридіан східної довготи
55-й меридіан східної довготи — лінія довготи, що лежить на 55 градусів східніше Гринвіцького меридіана. Вона проходить від Північного полюса через Північний Льодовитий океан, Євразію, Індійський океан, Південний океан та Антарктиду до Південного полюса.
55-й меридіан східної довготи формує велике коло разом із 125-тим меридіаном західної довготи.

## Список географічних об'єктів, що перетинає 55° сх. д.
Починаючи на Північному полюсі та рухаючись до Південного полюса, 55-й меридіан східної довготи проходить через:
| Координати                                                 | Країна, територія або море | Примітки                                                                                              |
| ---------------------------------------------------------- | -------------------------- | --- |
| 90°0′ пн. ш. 55°0′ сх. д. / 90.000° пн. ш. 55.000° сх. д.  | Північний Льодовитий океан | |
| 81°5′ пн. ш. 55°0′ сх. д. / 81.083° пн. ш. 55.000° сх. д.  | Росія                      | Земля Франца-Йосифа — проходить через острови Солсбері та Луїджі                                      |
| 80°42′ пн. ш. 55°0′ сх. д. / 80.700° пн. ш. 55.000° сх. д. | Баренцове море             | |
| 80°30′ пн. ш. 55°0′ сх. д. / 80.500° пн. ш. 55.000° сх. д. | Росія                      | Земля Франца-Йосифа — проходить через острови Бромідж[ru], Брайса[ru] та Брейді[ru]                   |
| 80°24′ пн. ш. 55°0′ сх. д. / 80.400° пн. ш. 55.000° сх. д. | Баренцове море             | |
| 74°8′ пн. ш. 55°0′ сх. д. / 74.133° пн. ш. 55.000° сх. д.  | Росія                      | Нова Земля — проходить через Північний та Південний острови                                           |
| 70°35′ пн. ш. 55°0′ сх. д. / 70.583° пн. ш. 55.000° сх. д. | Баренцове море             | Печорське море                                                                                        |
| 68°56′ пн. ш. 55°0′ сх. д. / 68.933° пн. ш. 55.000° сх. д. | Росія                      | Проходить через острови Гуляєвські Кішки[ru]                                                          |
| 68°55′ пн. ш. 55°0′ сх. д. / 68.917° пн. ш. 55.000° сх. д. | Печорське море             | Печорська губа                                                                                        |
| 68°25′ пн. ш. 55°0′ сх. д. / 68.417° пн. ш. 55.000° сх. д. | Росія                      | Проходить західніше Оренбурга                                                                         |
| 50°53′ пн. ш. 55°0′ сх. д. / 50.883° пн. ш. 55.000° сх. д. | Казахстан                  | |
| 41°47′ пн. ш. 55°0′ сх. д. / 41.783° пн. ш. 55.000° сх. д. | Туркменістан               | |
| 37°50′ пн. ш. 55°0′ сх. д. / 37.833° пн. ш. 55.000° сх. д. | Іран                       | |
| 26°37′ пн. ш. 55°0′ сх. д. / 26.617° пн. ш. 55.000° сх. д. | Перська затока             | Проходить західніше острова Абу-Муса[en], який контролюються Іраном та на який претендує ОАЕ          |
| 24°58′ пн. ш. 55°0′ сх. д. / 24.967° пн. ш. 55.000° сх. д. | ОАЕ                        | Проходить через Джебель-Алі                                                                           |
| 22°39′ пн. ш. 55°0′ сх. д. / 22.650° пн. ш. 55.000° сх. д. | Саудівська Аравія          | |
| 20°0′ пн. ш. 55°0′ сх. д. / 20.000° пн. ш. 55.000° сх. д.  | Оман                       | |
| 17°1′ пд. ш. 55°0′ сх. д. / 17.017° пд. ш. 55.000° сх. д.  | Індійський океан           | Проходить західніше острова Силует, Сейшельські Острови Проходить західніше острова Реюньйон, Франція |
| 60°0′ пд. ш. 55°0′ сх. д. / 60.000° пд. ш. 55.000° сх. д.  | Південний океан            | |
| 65°53′ пд. ш. 55°0′ сх. д. / 65.883° пд. ш. 55.000° сх. д. | Антарктида                 | Проходить через Австралійську антарктичну територію (претендує Австралія)                             |